# Ulysses Moore
Ulysses Moore es el personaje protagonista de la Saga de Ulysses Moore, creada por el escritor italiano Pierdomenico Baccalario.
La historia se compone, actualmente, de 18 libros (16 de ellos traducidos al castellano por la editorial Random House Mondadori dentro de su sello Montena). Se ha convertido en todo un éxito en España y en otros países del mundo (incluyendo Italia, su país de origen).

## Protagonistas
- Jason Covenant: Uno de los protagonistas que junto con su hermana gemela intenta descifrar los misterios que esconden los cuadernos de Ulysses Moore y Kilmore Cove. Le encantan los misterios y la aventura. Es rubio y tiene los ojos azules. Aparece en todos los libros.
- Julia Covenant: Hermana gemela de Jason. La más precavida del grupo y audaz.. Es rubia y tiene los ojos azules. Aparece en todos los libros
- Rick Banner: Amigo de los gemelos. Es un chico de Kilmore Cove que no ha salido nunca de allí. Soñaba con entrar a Villa Argo. Es pelirrojo y le gusta el ciclismo. Aparece en todos los libros.
- Anna Bloom: Es una de las protagonistas de la historia que comienza tras el descubrimiento del cuaderno de Morice Moreau. Vive con su madre en Venecia, aunque su padre vive en Londres. Es la mejor amiga de Tommy/Tommasso. Aparece a partir del libro 7.
- Tommaso Ranieri Strambi: Es el mejor amigo de Anna. Vive en Venecia. Se hace muy amigo de los animales en el libro 11-12. Aparece a partir del libro 7.
- Nestor: El jardinero de Villa Argo, que esconde algún que otro secreto. Ayuda a Jason, Julia y Rick en su aventura. Aparece en todos los libros.

## Personajes de Kilmore Cove
- Penelope Sauri: Mujer de Ulysses Moore supuestamente muerta. Era de la Venecia del siglo XVIII y Sauri era su apellido de soltera. Fue secuestrada por el capitán Spencer, que la encontró en el laberinto y la llevó a la Tierra de Punt, donde supuestamente la "mató". Es nombrada en todos los libros y aparece en el libro 12.
- Black Vulcano: Sabe todo lo relacionado con las puertas del tiempo, ya que de pequeño el también las usó con los demás amigos del Gran Verano. Es el padre de Oblivia. Estaba escondido en el reino del Preste Juan, donde guarda algunas llaves de las puertas, después vuelve a Kilmore Cove y se queda en la estación, ya que es maquinista. Amaba a Clio. Aparece en los libros 5 y 6 y esporádicamente en los libros posteriores
- Leonard Minaxo: El misterioso guardián del faro. Perdió un ojo en una pelea contra el Capitán Spencer, aunque todos creen que fue por un tiburón. Sabe todo lo relacionado con las puertas del tiempo, ya que de pequeño él también las usó con los demás amigos del Gran Verano. Al final del sexto libro se acaba casando con Calypso. Aparece esporádicamente.
- Peter Dedalus: Antiguo relojero de Kilmore Cove que vive en la Isla de las Máscaras, en la Venecia del siglo XVIII. Sabe todo lo relacionado con las puertas del tiempo, ya que de pequeño él también las usó con los demás amigos del Gran Verano. Aparece en los libros 4, 11 y 12 y es nombrado en los demás.
- Calypso: Encargada de la librería y de la oficina de correos en Kilmore Cove. Al parecer, sus antepasados fueron constructores de las puertas del tiempo. Se casa con Leonard en el sexto libro. Aparece en los libros del 1 al 6 y el libro 12 y es nombrada en los demás.
- Clitennestra "Clío" Biggles: Hermana fallecida de Cleopatra. Fue madre y profesora de Oblivia. Es mencionada en los libros 5 y 6.
- Miss Biggles (Cleopatra Biggles): Amante de los gatos y vecina de Kilmore Cove. En su casa se encuentra la puerta que conecta con la Tierra de Punt. Aparece en los libros del 1 al 6.
- Oblivia Newton: Antagonista, Emprendedora y ambiciosa ricachona que le pone las cosas difíciles a los protagonistas intentando ser la propietaria de Villa Argo (la mansión de los Moore donde ahora viven los gemelos Covenant). Aparece en los libros del 1 al 6 y en el 12.
- Padre Phoenix : El encargado de la iglesia St. Jacobs. Sabe algunos secretos. Aparece  esporádicamente.
- Fred Duermevela: Trabaja en el archivo de Kilmore Cove. Al final del libro 6 se dice que tiene la primera llave. Aparece esporádicamente.
- Stella Evans: Ciudadana de mayor edad de Kilmore Cove y profesora del colegio del pueblo. Aparece esporádicamente.
- Doctor Bowen: Médico de Kilmore Cove al que Nestor odia y cuyo verdadero nombre es Roger. Está obsesionado con todo lo relacionado con las puertas del tiempo. Aparece en los libros 3 y 10.
- Señora Bowen: Mujer del Doctor Bowen cuyo verdadero nombre es Edna. Aparece en los libros 3 y 10.
- Los tres primos Flint: Están continuamente importunando y metiéndose con Jason y Rick. Al menor (el jefe de la banda) le gusta Julia. El mayor es alto y delgado, el mediano es gordo y el menor es bajo y delgado. Aparecen a partir del libro 7.
- Señores Covenant: Son los padres de Jason y Julia. Se mudaron de Londres a Kilmore Cove. Aparecen esporádicamente.
- Gwendaline Mainoff: La peluquera de Kilmore Cove . Siempre esta en la peluquería y en el libro 6 se fuga con Manfred a la Tierra de Punt, supuestamente con su amor verdadero, donde monta un salón de belleza. Aparece en los libros del 1 al 6 y en el 12 y 13.

## Otros personajes
- Maruk: Niña que ayuda a Jason y Rick en la Tierra de Punt. Su padre es una persona muy importante de Egipto de esa época. Aparece en el libro 2.
- Propietario de la tienda de los mapas olvidados: Ayudó a Jason y Rick a encontrar lo que estaban buscando. aparece en los libros 2 y 6.
- Talos: Es el cocodrilo del propietario de la tienda de los mapas olvidados. aparece en los libros 2 y 6
- Frank J. Homer: Es el dueño de las Mudanzas Homer & Homer. Tiene cinco hijos. Aparece en los libros 3, 4 y 12.
- Zafon: Propietario de una tienda que vende cuadernos, tinta y pergaminos situada en pleno centro de Venecia del siglo XVIII. Aparece en los libros 4, 11 y 12.
- Rosella y Alberto Caller: Señores que viven en la antigua casa de Penélope en Venecia siglo XVIII y ayudan a Julia, Jason y Rick. Aparecen en el libro 4
- El Preste Juan: Monarca del Jardín mítico en el que se encuentra la fuente de la juventud. Tiene la apariencia de un niño, ya que bebe agua de la fuente de la juventud. Aparece en el libro 6.
- Dagoberto: Es miembro de los astutos de los tejados. vive en el jardín del Preste Juan. Ayudó a Jason y a Julia a encontrar al Preste Juan. Aparece en el libro 6.
- Rigoberto: Es miembro de los ladrones de las alcantarillas. Ayudó a Julia a escapar de la cárcel. aparece en el libro 6.
- Señores Bloom (Robert Bloom y : Son los padres de Anna. Ella vive en Venecia y él en Londres. Aparecen a partir del libro 7.
- Balthazar: Lo llaman candado negro. es amigo de Peter Dedalus y ayudó a Jason y Julia. aparece en el libro 6.
- Morice Moreau: Ilustrador que creó unas libretas mediante las cuales se puede hablar con todos los que la tengan abierta; Anna, Ulysses Moore, Malarius Voynich, y Última tienen una. Tenía un mono. Vivió en la Casa de los Garabatos (Venecia). Es nombrado a partir del libro 7.
- Traductor: Este señor de 30 años vive en Verona y a descifrado, traducido y publicado los diarios de Ulysses Moore. Ayuda a Anna a encontrar Kilmore Cove y está en compañía por un tiempo de Fred Duermevela desde el libro 9 hasta el libro 12. Aparece a partir del libro 7.
- Marius/Malarius Voynich: Jefe del Club de los Incendiarios. Al principio era muy "estricto" cumpliendo su trabajo como Incendiario, pero al descubrir Kilmore Cove se vuelve mejor persona y ayuda a los protagonistas a salvar Kilmore Cove. Escribió un manuscrito llamado "Corazón sin dueño", al final del libro 12 lo publica. Aparece a partir del libro 7.
- Hermanos Tijeras: Son miembros del Club de los Incendiarios. Uno es rubio y otro tiene rizos. Terminan ayudando a los protagonistas a salvar Kilmore Cove. Aparecen a partir del libro 7.
- Eco: Miembro del Club de los Incendiarios. Su misión era espiar a Anna. Aparece en el libro 7 y 8
- Pirès: Mayordomo del Club de los Incendiarios. Ayuda a Anna en los libros 11 y 12 a buscar información en el Club. Aparece desde el libro 7.
- Viviana Voynich: Hermana de Malarius Voynich. Reside en Londres. Es alta y delgada y siente debilidad por las joyas y complementos. Aparece a partir del libro 10.
- Céfiro: Gigante de color dorado que acompaña a Jason y Anna por el laberinto. Aparece en el libro 9.
- ¿?: No se conoce su nombre, pero se hace llamar Última. Vive en Arcadia (El Pueblo que Muere) y conoció a Morice Moreau, que le dejó su libreta. Aparece en los libros 8 y 9.
- Qwerty: Canciller del Parlamento de los Lugares Imaginarios en el Laberinto. Tiene un artilugio que registra y cataloga cualquier acontecimiento. Aparece en el libro 9.
- Circe de Briggs: Autora de los libros de Las aventuras del Capitán Spencer, ilustrados por Morice Moreau. Formó parte del Club de los Viajeros Imaginarios. Su nombre real es Sophia. La encontró el Capitán Spencer y la trató como si fuera su hija. Se la nombra en los libros 11 y 12.

## Lugares
- Kilmore Cove: El pueblo donde se desarrolla la acción y viven la mayoría de los personajes es un pueblo aparentemente normal, según las indicaciones de los distintos libros, se encuentra en Cornualles (Sur de Gran Bretaña) y los Covenant son los primeros visitantes en varios años, tiene un colegio, una panadería, una peluquería, una iglesia, un hotel, un faro, una oficina de correos, un archivo, una relojería y una estación de tren (ambas en desuso, ya que sus dueños desaparecieron). Kilmore Cove está conectado por grutas subterráneas y en diversas viviendas están las puertas del tiempo. Aparece en todos los libros.
- Villa Argo: Es la casa al borde del acantilado llamado Salton Cliff donde viven los protagonistas y, antiguamente la familia Moore. Tras la presunta muerte de Ulysses Moore, la casa se vendió, comprándola la familia Covenant. Nestor, el "jardinero" vive en una pequeña casa aparte en los jardines de Villa Argo. Bajo la casa hay una gruta (sólo accesible si se tienen las cuatro llaves que abren su puerta del tiempo) donde se encuentra la Metis (un barco que tiene la misma función de las Puertas del Tiempo y utilizó Ulysses Moore hasta el 17 de septiembre del último año). Aparece en todos los libros.
- Tierra de Punt: Lugar imaginario situado en un lugar del antiguo Egipto. Allí es donde Jason y Rick se encuentran con Maruk. Además este lugar esconde el único mapa de Kimore Cove, que contiene los lugares de todas las puertas del tiempo de Kilmore Cove. Aparece en el libro 2.
- Venecia del siglo XVII:En ella vive Peter Dedalus después de irse de Kilmore Cove, con un nombre falso. También está la casa donde vivía Penélope Sauri antes de casarse y pasar a ser Penélope Moore. En esa casa viven ahora  Rosella y Alberto Caller, que ayudan a Julia y a Rick a encontrar a Peter Dedalus. Aparece en los libros 4, 11 y 12.
- Jardín del Preste Juan: Es un lugar dominado por el Preste Juan en sus diferentes apariencias, hay una fuente de la eterna juventud que al usarla se olvidan algunas cosas, y allí es donde se encontraba Black Vulcano, maquinista de Kilmore Cove. Aparece en el libro 6.
- Arcadia: También llamado "El pueblo que muere". Es un lugar imaginario en los Pirineos franceses al que no llegan las enfermedades. Está protegido y habitado por Última. Aparece en el libro 9 y es nombrada a partir del libro 7.
- Agarthi: Una ciudad de hielo en el Himalaya en la que al entrar se pueden obtener todos los conocimientos sobre cualquier cosa, pero al salir se olvida absolutamente todo. Aparece en el libro 10.
- El laberinto: Es un laberinto con mil pasillos y mil salas que conecta los lugares imaginarios y reales. Aparece en los libros 9, 11 y 12.
- La Isla Misteriosa: Lugar imaginario del cual no se puede escapar y es solo accesible desde la Metis. En el residía Spencer. Aparece en el libro 11
- Casa de Frognal Lane: Sede de los Incendiarios en Londres, y antigua sede del Club de los Viajeros Imaginarios. En ella hay un patio llamado Jardín de Cenizas. Aparece en los libros 11 y 12.

## Llaves
A lo largo de los libros, aparecen una serie de llaves con animales en la empuñadura que conectan a distintos lugares imaginarios. A continuación se muestran las llaves, que puerta abren y a que lugar llevan:
- Tres tortugas (Primera Llave): Puede abrir y cerrar cualquier puerta.
- Aligátor, bisbita, rana, erizo: Abren la Puerta del Tiempo de Villa Argo, que pueden llevar a cualquier lugar.
- Gato: Abre la Puerta del Tiempo de la casa de Miss Biggles. Conduce al Antiguo Egipto, a la Tierra de Punt.
- León: Abre la Puerta del Tiempo de la Casa de los Espejos. Conduce a la Venecia del siglo XVII.
- Caballo: Abre la Puerta del Tiempo de la locomotora Clio 1974. Conduce al Jardín del Preste Juan.
- Ballena: Abre la Puerta del Tiempo de la librería de Calypso. Conduce a la Atlántida.
- Dragón: Abre la Puerta del Tiempo de Turtle Park. Conduce a Agarthi.
- Mamut: Abre la Puerta del Tiempo del faro. Conduce a Thule.
- Mono: Abre la Puerta del Tiempo de la pastelería Chubber. Conduce a El Dorado.
- Cabra: Abre la Puerta del Tiempo que construyen los protagonistas. Conduce a Arcadia
- Cuervo: Abre la Puerta del Tiempo inacabada (una puerta de marfil) que se encuentra en Arcadia. Al estar inacabada conduce al Laberinto de las Sombras

## Libros
1. La puerta del tiempo (La porta del tempo, 2004)
2. La tienda de los mapas olvidados (La bottega delle mappe dimenticate, 2005)
3. La casa de los espejos (La casa degli specchi, 2005)
4. La isla de las máscaras (L'isola delle maschere, 2006)
5. Los guardianes de piedra (I guardiani di pietra, 2006)
6. La primera llave (La prima chiave, 2007)
7. La ciudad escondida (La città nascosta, 2008)
8. El señor de los rayos (Il maestro di fulmini, 2009)
9. El laberinto de sombras (Il labirinto d'ombra, 2009)
10. El país del hielo (Il paese di ghiaccio, 2010)
11. El jardín de cenizas (Il giardino di cenere, 2010)
12. Los viajeros imaginarios (Il club dei viaggiatori immaginari, 2011)
13. La nave del tiempo (La nave del tempo, 2013)
14. Viaje a los Puertos Oscuros (Viaggio nei porti oscuri, 2014)
15. Los piratas de los Mares Imaginarios (I pirati dei mari immaginari, 2014)
16. La isla de los rebeldes (L'isola dei ribelli, 2015)
17. L'ora della battaglia (2015)
18. La grande estate (2016)